# 都板街
都板街（Grant Avenue）是美国加州旧金山唐人街最古老的街道之一，南北走向，开始于市场街，结束于北滩区。

## 历史
美墨战争后，加州归属美国，这条街以杜邦船长命名，附近的花園角廣場（Portsmouth Square）则是以军舰命名。此后，都板街开设了许多鸦片烟馆和妓院。
1906年旧金山大地震后重建旧金山时，都板街改名為格蘭特大道，以总统尤利西斯·辛普森·格兰特命名。但是中文路名一直仍沿用旧名。
唐人街的南部入口设于都板街与布什街路口。